# Lowlands 2021
Lowlands 2021 zou de 28e editie zijn geweest van het Nederlandse muziek- en cultuurfestival Lowlands, voluit A Campingflight to Lowlands Paradise.
Op 16 maart ging de organisatie er nog vanuit dat Lowlands door kan gaan, en ze maakte de eerste 54 namen bekend, waaronder The Chemical Brothers, Liam Gallagher, Balthazar, Eefje de Visser, The Opposites, Typhoon, Yungblud, en Amelie Lens. Mensen die kaarten hadden voor 2020, kunnen hun kaarten dit jaar gebruiken. Ondanks dat 2020 uitverkocht was, waren er nog een aantal kaarten beschikbaar, omdat een aantal mensen ervoor hebben gekozen hun kaarten in te leveren.
Op 5 juli werd bekend dat Denzel Curry, Kaytranada, Bring Me the Horizon, Metronomy, en Koffee hebben afgezegd vanwege onzekerheid door steeds veranderende coronaregelgeving. De organisatie had nog steeds vertrouwen in het doorgaan van het festival en laat weten dat ze de dag erna nog eens 29 nieuwe acts aan gaan kondigen.
Op 26 juli werd bekend dat het demissionaire kabinet heeft besloten dat er geen meerdaagse festivals mogen plaatsvinden tot 1 september. Dit betekent dat Lowlands wederom niet kan doorgaan. Omdat een groot deel van de kaarten al in 2020 was verkocht, is er besloten om mensen hun geld terug te geven. Mensen die kaarten hadden, krijgen voorrang voor het kopen van kaarten voor de volgende editie.
1967 · 1968 · 1993 · 1994 · 1995 · 1996 · 1997 · 1998 · 1999 · 2000 · 2001 · 2002 · 2003 · 2004 · 2005 · 2006 · 2007 · 2008 · 2009 · 2010 · 2011 · 2012 · 2013 · 2014 · 2015 · 2016 · 2017 · 2018 · 2019 · 2020 · 2021 · 2022 · 2023 · 2024